# 夕夜蛾属
夕夜蛾属（学名：Plagideicta）为夜蛾科的一个属。

## 下属物种
本属包括以下物种：
- 斑夕夜蛾 Plagideicta leprosa Hampson, 1898